# Wereldkampioenschappen schaatsen afstanden 2017
De wereldkampioenschappen schaatsen afstanden 2017 werden gehouden van donderdag 9 tot en met zondag 12 februari op de Gangneung Science Oval in Gangneung, Zuid-Korea. Het was de achttiende editie van dit schaatsevenement en de eerste keer dat de WK afstanden in Gangneung werd gehouden. Voor Zuid-Korea was het tweede keer dat het de WK afstanden organiseerde, na Seoel in 2004.
De Gangneung Science Oval is ook de locatie waar tijdens de Olympische Winterspelen van 2018 de schaatswedstrijden worden gehouden.
Vanaf 2015 is het gebruikelijk dat de WK afstanden in februari worden gehouden, zodat het seizoen de indeling volgt zoals die ook gebruikelijk is in een olympisch jaar.
In totaal stonden er 14 onderdelen op het programma, gelijk verdeeld onder mannen en vrouwen.

## Tijdschema
| Datum            | Tijd  | Mannen                     | Vrouwen                    |
| ---------------- | ----- | -------------------------- | -------------------------- |
| 9 februari 2017  | 09:15 | 5000 m                     | 3000 m                     |
| 10 februari 2017 | 09:30 | 500 m Ploegenachtervolging | 500 m Ploegenachtervolging |
| 11 februari 2017 | 09:30 | 1000 m 10.000 m            | 1000 m 5000m               |
| 12 februari 2017 | 10:00 | 1500 m Massastart          | 1500 m Massastart          |

- Nederlandse/Belgische tijden.

## Medailles

### Mannen
| Onderdeel                    | Goud                                                    | Goud     | Zilver                                             | Zilver   | Brons                                                                 | Brons    |
| ---------------------------- | ------------------------------------------------------- | -------- | -------------------------------------------------- | -------- | --------------------------------------------------------------------- | -------- |
| 500 m Details                | Jan Smeekens Nederland                                  | 34,58    | Nico Ihle Duitsland                                | 34,66    | Roeslan Moerasjov Rusland                                             | 34,76    |
| 1000 m Details               | Kjeld Nuis Nederland                                    | 1.08,26  | Vincent De Haître Canada                           | 1.08,54  | Kai Verbij Nederland                                                  | 1.08,78  |
| 1500 m Details               | Kjeld Nuis Nederland                                    | 1.44,36  | Denis Joeskov Rusland                              | 1.44,67  | Sven Kramer Nederland                                                 | 1.45,50  |
| 5000 m Details               | Sven Kramer Nederland                                   | 6.06,82  | Jorrit Bergsma Nederland                           | 6.09,33  | Peter Michael Nieuw-Zeeland                                           | 6.11,67  |
| 10.000 m Details             | Sven Kramer Nederland                                   | 12.38,89 | Jorrit Bergsma Nederland                           | 12.43,96 | Patrick Beckert Duitsland                                             | 12.52,76 |
| Massastart Details           | Joey Mantia Verenigde Staten                            |          | Alexis Contin Frankrijk                            |          | Olivier Jean Canada                                                   |          |
| Ploegenachtervolging Details | Nederland Jorrit Bergsma Jan Blokhuijsen Douwe de Vries | 3.40,66  | Nieuw-Zeeland Shane Dobbin Reyon Kay Peter Michael | 3.41,08  | Noorwegen Sindre Henriksen Simen Spieler Nilsen Sverre Lunde Pedersen | 3.41,60  |

### Vrouwen
| Onderdeel                    | Goud                                                    | Goud    | Zilver                                        | Zilver  | Brons                                                  | Brons   |
| ---------------------------- | ------------------------------------------------------- | ------- | --------------------------------------------- | ------- | ------------------------------------------------------ | ------- |
| 500 m Details                | Nao Kodaira Japan                                       | 37,13   | Lee Sang-hwa Zuid-Korea                       | 37,48   | Yu Jing China                                          | 37,57   |
| 1000 m Details               | Heather Richardson-Bergsma Verenigde Staten             | 1.13,94 | Nao Kodaira Japan                             | 1.14,43 | Jorien ter Mors Nederland                              | 1.14,66 |
| 1500 m Details               | Heather Richardson-Bergsma Verenigde Staten             | 1.54,08 | Ireen Wüst Nederland                          | 1.54,19 | Miho Takagi Japan                                      | 1.55,12 |
| 3000 m Details               | Ireen Wüst Nederland                                    | 3.59,05 | Martina Sáblíková Tsjechië                    | 3.59,65 | Antoinette de Jong Nederland                           | 4.01,99 |
| 5000 m Details               | Martina Sáblíková Tsjechië                              | 6.52,38 | Claudia Pechstein Duitsland                   | 6.53,93 | Ivanie Blondin Canada                                  | 6.57,15 |
| Massastart Details           | Kim Bo-reum Zuid-Korea                                  |         | Nana Takagi Japan                             |         | Heather Richardson-Bergsma Verenigde Staten            |         |
| Ploegenachtervolging Details | Nederland Antoinette de Jong Marrit Leenstra Ireen Wüst | 2.55,85 | Japan Misaki Oshigiri Miho Takagi Nana Takagi | 2.56,49 | Rusland Olga Graf Jekaterina Sjichova Natalja Voronina | 3.00,51 |

### Medailleklassement
| Plaats | Land             | Goud | Zilver | Brons | Totaal |
| 1      | Nederland        | 8    | 3      | 4     | 15     |
| 2      | Verenigde Staten | 3    | 0      | 1     | 4      |
| 3      | Japan            | 1    | 3      | 1     | 5      |
| 4      | Tsjechië         | 1    | 1      | 0     | 2      |
| 4      | Zuid-Korea       | 1    | 1      | 0     | 2      |
| 6      | Duitsland        | 0    | 2      | 1     | 3      |
| 7      | Canada           | 0    | 1      | 2     | 3      |
| 7      | Rusland          | 0    | 1      | 2     | 3      |
| 9      | Nieuw-Zeeland    | 0    | 1      | 1     | 2      |
| 10     | Frankrijk        | 0    | 1      | 0     | 1      |
| 11     | China            | 0    | 0      | 1     | 1      |
| 11     | Noorwegen        | 0    | 0      | 1     | 1      |
| Totaal | Totaal           | 14   | 14     | 14    | 42     |